# ريكوتو هاشيموتو
ريكوتو هاشيموتو (باليابانية: 橋本 陸斗) هو لاعب كرة قدم ياباني، ولد في 4 أبريل 2005 في طوكيو في اليابان.

## وصلات خارجية
- ريكوتو هاشيموتو على موقع رابطة كرة القدم اليابانية للمحترفين (اليابانية)
- ريكوتو هاشيموتو على موقع قاعدة بيانات كرة القدم.إي يو (الإنجليزية)
- ريكوتو هاشيموتو على موقع Soccerway.com (الإنجليزية)
- ريكوتو هاشيموتو على موقع عالم كرة القدم.نت (الإنجليزية)